# Corriere delle Alpi
Le Corriere delle Alpi (le Courrier des Alpes) est un quotidien italien, de Belluno (Vénétie), qui diffuse à plus de 50 000 exemplaires de moyenne (septembre 2005). Il appartient au Finegil Editoriale S.p.A.
L'Alto Adige et le Trentino sont deux autres éditions du même quotidien.